# Gasore Hategeka
Gasore Hategeka (* 1987) ist ein ehemaliger ruandischer Radrennfahrer.
Hategeka gewann bei der Tour du Cameroun 2010 und 2011 sowie 2016 bei der Tour Ivoirien de la Paix jeweils eine Etappe. 2013 und 2017 wurde er ruandischer Meister im Straßenrennen.

## Erfolge
2010
- eine Etappe Tour du Cameroun

2011
- eine Etappe Tour du Cameroun

2013
- Ruandischer Meister – Straßenrennen

2016
- eine Etappe Tour Ivoirien de la Paix

2017
- Ruandischer Meister – Straßenrennen